# 县内站
縣內站（：／ Hyeonnae yeok */?）曾为韓國鐵路東海北部線上的一个车站，位于江原道高城郡，已于1963年废止。

## 历史
- 1935年11月1日，落成使用。
- 1963年9月30日，停止使用。